# Walter Maurer
Walter Maurer (Kenosha, Wisconsin, Estados Unidos, 9 de mayo de 1893-Chicago, 18 de mayo de 1983) fue un deportista estadounidense especialista en lucha libre olímpica donde llegó a ser medallista de bronce olímpico en Amberes 1920.

## Carrera deportiva
En los Juegos Olímpicos de 1920 celebrados en Amberes ganó la medalla de bronce en lucha libre olímpica estilo peso ligero-pesado, tras el sueco Anders Larsson (oro) y el suizo Charles Courant (plata).